# Суроти
Суроти (на гръцки: Σουρωτή) е село в Гърция, дем Седес (Терми), област Централна Македония.

## География
Селото е разположено на Халкидическия полуостров, южно от Солун и южно от демовия център Седес (Терми). Западно от селото в 1967 година е основан Суротският манастир „Свети Йоан Богослов“.

## История
В XIX век селото носи името Сурокли и е в Солунска каза на Османската империя. В 1900 година според Васил Кънчов („Македония. Етнография и статистика“) в Сюрвекли Махале живеят 35 турци.
В 1913 година селото попада в Гърция. Населението му се изселва и в него са заселени гърци бежанци. В 1928 година Сироти е представено като изцяло бежанско село с 54 бежански семейства и 206 души бежанци.

## Личности
Починали в Суроти
- Паисий Светогорец (1924 - 1984), светец от Светия синод на Вселенската патриаршия